# جوزيف هوجي
جوزيف هوجي (بالإنجليزية: Josef Hügi)‏ (مواليد 23 يناير 1930 - الوفاة 16 أبريل 1995) كان لاعب كرة قدم سويسري كان يلعب كمهاجم. سبق له أن لعب في كأس العالم لكرة القدم مع منتخب بلاده.

## المسيرة الاحترافية

### أندية لعب لها
- نادي بازل
- نادي زيورخ

## روابط خارجية
- جوزيف هوجي على موقع الاتحاد الدولي (مؤرشف)  (الإنجليزية)
- جوزيف هوجي على موقع قاعدة بيانات كرة القدم.إي يو (الإنجليزية)
- جوزيف هوجي على موقع ناشيونال فوتبول تيمز (الإنجليزية)
- جوزيف هوجي على موقع Soccerway.com (الإنجليزية)
- جوزيف هوجي على موقع عالم كرة القدم.نت (الإنجليزية)